# 仮面レンジャー田中
『仮面レンジャー田中』（かめんレンジャーたなか）は、くぼたまことの漫画作品。
『コミック95』（文藝春秋）に第1話掲載の後『コミックビンゴ』（同）1996年6月号から1997年7月号まで連載された。単行本は全1巻、文藝春秋版は長らく絶版となっていたが2007年にジャイブより復刊された。なお、復刊版は一部の絵が差し替えられている。

## ストーリー・概要
静岡県の借家に住む正義のヒーロー・仮面レンジャー田中はイナゴから造られた改造人間。
田中は日々、悪の組織・ゲルドが差し向ける怪人達と死闘を繰り広げているが、私生活は自堕落で一方のゲルドも悪の組織にしてはお人好しでどこか間が抜けている。
「自堕落なヒーローとお人好しな悪の組織」と言うストーリーパターンからは後年の「天体戦士サンレッド」（『ヤングガンガン』連載）におけるサンレッドとフロシャイムの原形が見て取れる。また、前半はリアルな画風だったが後半につれちびキャラと化していた点は「GOGO!ぷりん帝国」と似た型式と言える。前半は戦闘シーンにある程度の分量を割いているが、後半は戦闘シーンが簡略化されると共に主人公である田中の出番が減少し、ゲルドの怪人たちの日常にスポットを当てた話が多くなる。
復刊版ではオマケ漫画として『その後の仮面レンジャー田中』という後日談が描き下ろされている。

## 登場人物
仮面レンジャー田中（かめんレンジャーたなか）
イナゴから造られた改造人間。フル装備はマスクとボディスーツだが私生活ではマスクにTシャツ、トレパン(冬季はジャージやどてら)などラフであり後半は戦闘時も普段着になっていた。強大な戦闘力を持ち、大概の怪人は苦もなく倒す。
ボディースーツに「R」の文字があるが、きくえがレンジャーのスペルを間違って覚えていた為LではなくRと刺繍してしまったとのこと（文藝春秋版単行本より）
静岡県にある一戸建ての借家で嫁と同居しているが、私生活は自堕落で嫁からはお荷物扱いされている。ガラの悪さ、自堕落さは、後の作品に登場するサンレッドにも受け継がれている。
前述の通りファッションセンスは皆無で、背広で合コンに参加したり、小学生ですら偽物と見抜けるエアマックスのコピー商品を見抜けなかった。
見た目が仮面ライダーに酷似しており、前述した小学生に偽物のエアマックスを指摘された際に「にせものがにせものはいてる」と言われ、枠外で作者が「なんて事をいうんだ」と自ら突っ込みを入れている。
夏祭りにたこ焼きの屋台で参加をしたり、嫌々ながらも町内の運動会や近所の葬式に出席するなど、近所付き合いは思いの外良い様である。家庭菜園でネギを育てているなどの一面も持つ（雑煮などに加えている）。
きくえ
田中の嫁。田中の生活態度に対して口うるさいが、本人も結構だらしない。
ゲルド
静岡を拠点とする悪の組織・ゲルドの皇帝。世界征服を目指し、戦闘員や怪人を率いて田中に勝負を挑むが、連戦連敗している。
王道型の悪に憧れたりテレビなどの流行に敏感で、すぐ組織や戦闘に取り入れたがるが、組織の資金不足や計画ミスにより失敗する。
話のオチでは「おのれぃ～憎っくきレンジャーめ～」と恨み節を呟いている事が多い。連載中盤以降は殆どこの一言しか発さなかったこともある。初期は普通に会話をしていたが、話が進むにつれ口数が減った。この、後期は一言しか話さないか無言になった面は、GOGO!ぷりん帝国の帝王に似ている。
ガメル
1000年前から生き続けている怪人で、ゲルドの作戦参謀。背中にシップを貼っていたり、自ら改変したことわざ(「急がば回れ伊藤みどり」など)を呟いたりどことなくジジ臭い。
後述の戦闘員達のストライキの際に、要望の一つの保険に加入をさせるために靴磨きをして資金集めをした心優しい面もある。
戦闘員(せんとういん)
1号から3号までいる、覆面を付けた一般人。3号のみ彼女がいる。
元々はゲルドが、テレビで見たSUPER MONKEY'Sの真似事がしたくバイトとして雇った演出役だったが全く役に立たなかったので、後からは戦闘の手伝いなど雑用にまわっている。
組織の待遇の悪さに納得出来ず、ストライキを起こした時がある。
ビッグゲルド
最終話に登場。ゲルドの真の支配者。株で当てた金で世界征服のスポンサーとなったが、結果が出ない事や孫が生まれた事をきっかけに組織から手を引いた。外見は、ゲルドを派手に装飾したような服装である。

## 書誌情報
- 文藝春秋・BINGO COMICS
  - 1997年10月初版 ISBN 9784160900196
- ジャイブ・CR COMICS
  - 2007年7月初版 ISBN 9784861764172